# Imperium wilków
Imperium wilków (fr. L'empire des loups) – francuski thriller z 2005 roku w reżyserii Chrisa Nahona, nakręcony na podstawie powieści Jean-Christophe’a Grangé’a. Zdjęcia kręcono w Paryżu, Stambule i Kapadocji.

## Fabuła
Anna Heymes jest żoną wysokiego urzędnika francuskiego Ministerstwa Spraw Wewnętrznych. Od miesiąca dręczą ją okropne halucynacje i regularne napady amnezji. W ich wyniku czasem nie rozpoznaje nawet swojego męża i zaczyna powątpiewać w jego uczciwość. W tym samym czasie nieustępliwy kapitan paryskiej policji, Paul Nertaux, prowadzi w Dziesiątej Dzielnicy śledztwo w sprawie brutalnych morderstw 3 Turczynek. Pomocą w kontaktach z miejscową ludnością służy mu Jean-Louis Schiffer, niegdyś jeden z najtwardszych gliniarzy w stolicy. Trop prowadzi do organizacji Szare Wilki.

## Obsada
- Jean Reno – Jean-Louis Schiffer
- Arly Jover – Anna Heymes
- Jocelyn Quivrin – Paul Nerteaux
- Laura Morante – Mathilde Wilcrau
- Philippe Bas – Laureat
- David Kammenos – Azer
- Didier Sauvegrain – Dr Ackerman